# 克莱盖尔
克莱盖尔（法語：Cléguer，法語發音：[klegɛʁ]）是法国莫尔比昂省的一个市镇，属于洛里昂区。

## 地理
克莱盖尔（47°51'15"N, 3°23'2"W）面积32.15 平方千米，位于法国布列塔尼大區莫尔比昂省，该省份为法国西北部沿海省份，位于布列塔尼半岛南部，北起阿摩尔滨海省、西接菲尼斯泰尔省，南濒大西洋，东南接大西洋卢瓦尔省，东临伊勒-维莱讷省。
与克莱盖尔接壤的市镇（或旧市镇、城区）包括：普卢艾、卡朗、安赞扎克-洛克里斯特、科当、蓬斯科夫、阿尔扎诺。

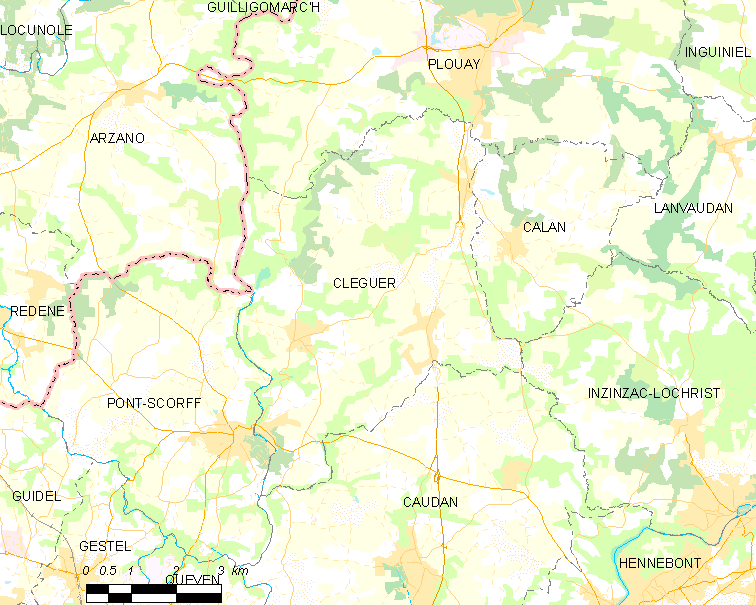
克莱盖尔的OSM定位图

克莱盖尔的时区为UTC+01:00、UTC+02:00（夏令时）。

## 行政
克莱盖尔的邮政编码为56620，INSEE市镇编码为56040。

## 政治
克莱盖尔所属的省级选区为吉代勒县。

## 人口

1962-2008年间克莱盖尔人口变化图示

克莱盖尔于2022年1月1日时的人口数量为3404人。